# Quintal urbano

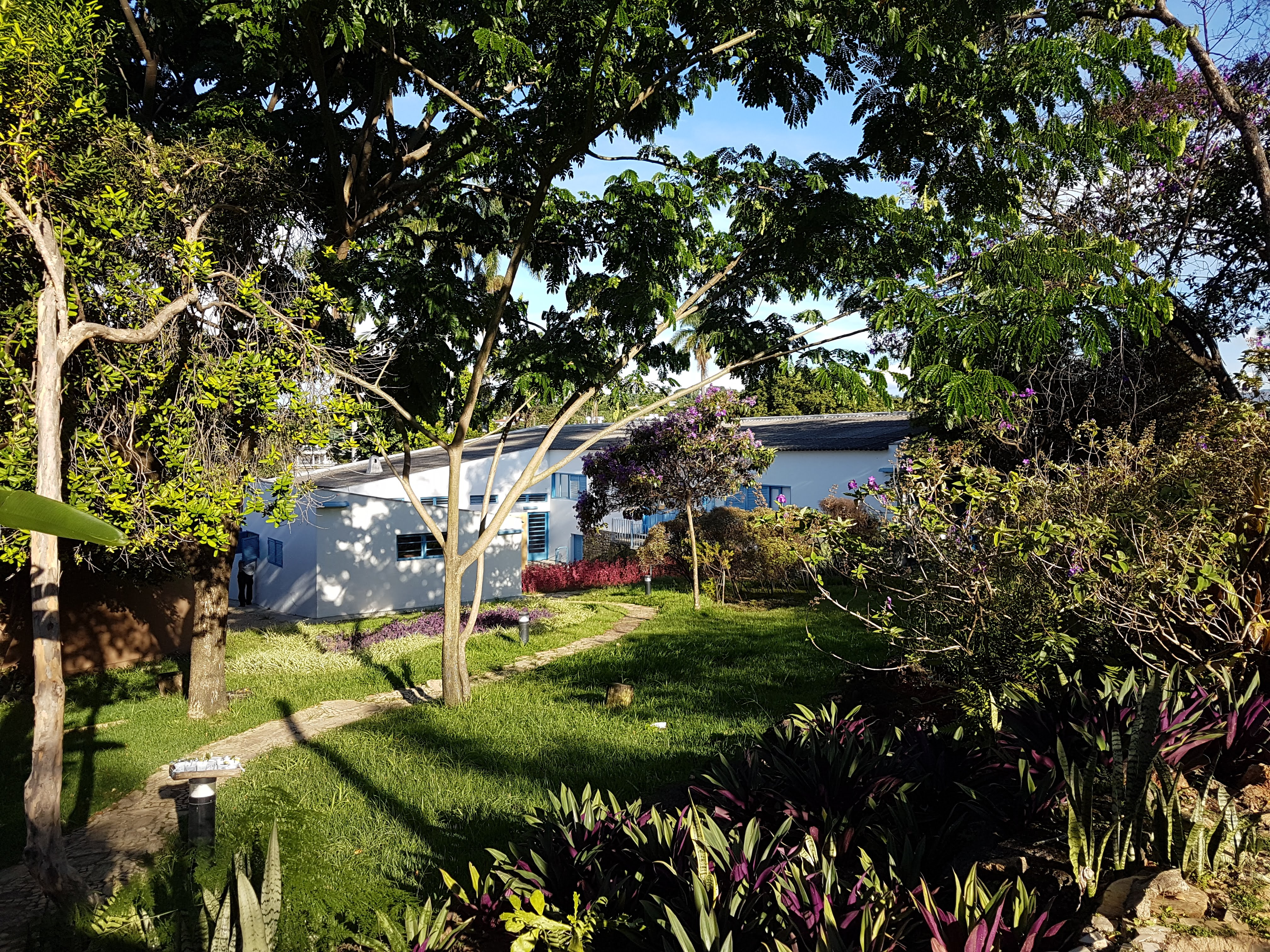
Quintal da casa de Juscelino Kubitschek em Diamantina.

O quintal é a parte de uma residência localizada na área externa da casa sendo composta por uma área ampla, geralmente apresentando algum tipo de vegetação ou jardim e normalmente é desprovida de construções e às vezes de pavimentação. O termo quintal é de origem portuguesa e surgiu para designar uma pequena quinta, ou seja, a parcela de terreno localizada atrás e/ou no lado das moradias, ocupada com jardim ou com hortas.

## Evolução Histórica

### Origem
O quintal surgiu nas habitações romanas e era chamada de domus, eram localizadas ao fundo das casas seguido dos espaços abertos do átrio e do peristilo. Era uma área arborizada com pomares ou jardins que era usada privativamente pela família.

### Brasil Colônia
Foi com a influência cultural romana sobre a arquitetura portuguesa que o quintal se definiu. A partir daí, com a colonização portuguesa no Brasil, foram exportados alguns hábitos e técnicas construtivas portuguesas que tiveram de se adaptar as condições do local. A preocupação dos colonizadores era com o povoamento e a instalação de suas moradias, talvez por isso o quintal ainda não estava presente nas primeiras casas dos colonizadores no Brasil.
No decorrer da colonização brasileira, era o governo português quem determianva a organização do espaço social e urbano na colônia, com o objetivo de civiliza-lo de acordo com seus preceitos. As autoridades reais portuguesas estabeleceram em Cartas Régias os princípios que deviam ser obedecidos na fundação de vilas, na concessão de lotes e na construção de casas.
Com a chegada da corte portuguesa, a nobreza trouxe costumes renascentista da Europa que incidiram na reorganização das cidades no Brasil. Nos jardins por exemplo, era normal plantar espécies exoticas vindas de outros países devido ao seu preço elevado que só os ricos podiam pagar.Em contraposição, nas moradias pobres os quintais se encontravam em condições insalubres porque a canalização do esgoto era direcionada para esse local.

### Séculos XIX e XX
Com a melhora na infraestreutura das cidades do Brasil durante a república, era comum a plantação de hortas e de árvores frutíferas como goiabeiras e mangueiras nos quintais urbanos. Referências sobre quintais amazônicos na virada do século XIX para o XX, podem ser encontradas em obras e romances regionais como "O Coronel Sangrado" e "Belém do Grão Pará".
Com o crescimento da urbanização e com o impulsionamento da industrialização do século XX, ocorreu o aumento dos preços dos imóveis nas cidades, o que resultou na redução ou eliminação dos grandes quintais e jardins nas moradias. A procura por moradias verticais também impulsionou essa tendência, as cidades se tornavam mais densamente povoadas e as áreas verdes privadas foram sendo gradativamente substituídas pelas áreas públicas como parques e campos esportivos.